# Neusring
Een neusring is een metalen ring door de neus van een dier, doorgaans bij rundvee, vaak bij een stier. 

## Neusring bij dieren
Een permanente (het neustussenschot perforerende) neusring is alleen toegestaan bij stieren. Soms krijgt een koe of kalf een neusring met stekels om te voorkomen dat deze bij een ander dier melk drinkt. Deze ring is niet perforerend, maar klemt om het neustussenschot heen. 
De stier krijgt een neusring om dit gevaarlijke dier hanteerbaar te maken voor een begeleider. De neus is een zeer gevoelig lichaamsdeel. De neusring heeft een diameter van 8 tot 12 cm afhankelijk van de grootte van de stier. Het is mogelijk dat vanuit de neusring kettingen aan de hoorns zijn bevestigd. 
Bij een agressieve stier wordt wel een kort touw aan de neusring bevestigd. Als de stier zijn kop naar beneden brengt om aan te vallen, dan zal hij zelf op dat touw gaan staan en is het gevaar even geweken. In principe is de neusring niet bedoeld om de stier te leiden; dit gebeurt door middel van een touw aan het halster. Er wordt (tijdelijk) een touw aan de neusring bevestigd om te kunnen ingrijpen als de stier agressief wordt. Soms wordt een stok gebruikt met een haak die in de ring haakt.
Een neusring met ketting kwam vroeger ook voor bij het gebruik van dansberen.

### Neusklem

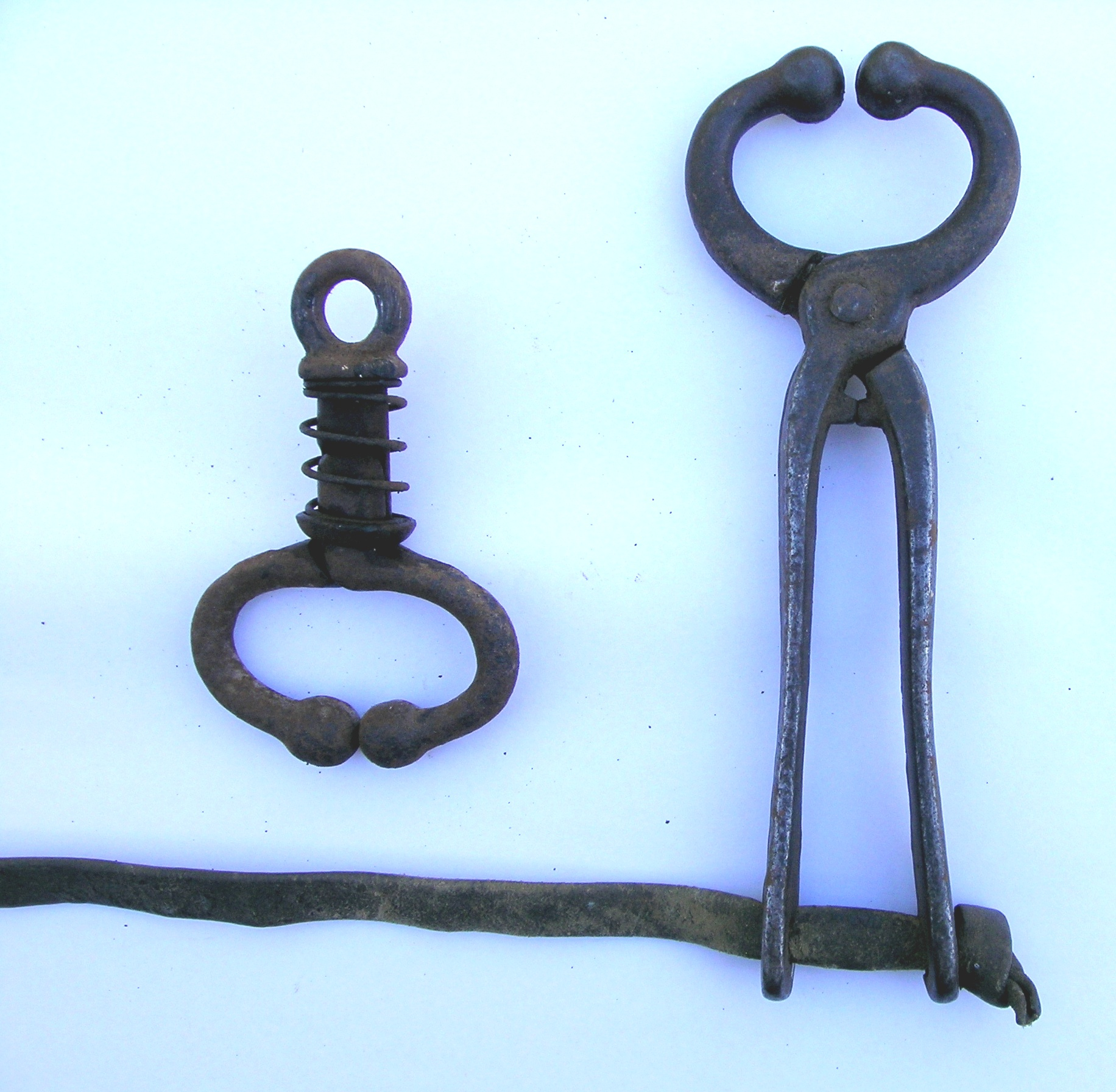
Twee ijzeren neusklemmen

Een neusklem is een tijdelijke neusring die kan lijken op een smeedtang. Die wordt gebruikt om rundvee in bedwang te houden tijdens moeilijke of langdurige ingrepen of om ze, bijvoorbeeld tijdens een dierenshow, eenvoudig te kunnen rondleiden.

## Neusring bij mensen
Mensen kunnen ook een neusring dragen, maar dan is het als sieraad bedoeld. Deze vorm van lichaamsversiering is al duizenden jaren in gebruik. De echte neusring gaat door een gat dat in het neustussenschot geboord is, de zogenaamde septumpiercing. Vaker echter betreft het een neusvleugelpiercing. Ook mogelijk, maar zeldzaam, is de doorboring van het neustussenschot van onder naar boven in plaats van links naar rechts.